# ASD Barletta 1922
ASD Barletta 1922 je italský fotbalový klub, sídlící ve městě Barletta. Klub byl založen v roce 1922, ale v liga se hraje až od roku 1928 jako Unione Sportiva Fascista Barletta. Klub hraje většinou třetí ligu. Od sezony 1987/88 hrají druhou ligu poprvé ve své historii. Setrvají v ní 4 sezony. Po sezoně 1994/95 klub krachuje. Je založen klub nový Associazione Calcio Barletta a začínají hrát regionální ligu. Po sezoně 2014/15 klub opět krachuje a díky fanouškům klubu v srpnu roku 2015 je založen klub nový - Associazione Sportiva Dilettantistica Barletta 1922
Nejvyšší soutěž klub nikdy nehrál. Ve 4 sezonách hrál druhou ligu a to v sezonách (1987/88 až 1990/91), nejlepší umístění bylo 11. místo v sezoně 1988/89.

## Umístění v italské lize podle sezón
| Ročník  | liga                       | pořadí | Italský pohár |
| ------- | -------------------------- | ------ | ------------- |
| 2000/01 | Serie D                    | 18     | nehráli       |
| 2001/02 | Eccellenza Puglia          | 16     | nehráli       |
| 2002/03 | Promozione Puglia          | 8      | nehráli       |
| 2003/04 | Promozione Puglia          | 10     | nehráli       |
| 2004/05 | Promozione Puglia          | 1      | nehráli       |
| 2005/06 | Eccellenza Puglia          | 1      | nehráli       |
| 2006/07 | Serie D                    | 4      | nehráli       |
| 2007/08 | Serie D                    | 2      | nehráli       |
| 2008/09 | Lega Pro Seconda Divisione | 7      | 2. kolo       |
| 2009/10 | Lega Pro Seconda Divisione | 5      | nehráli       |
| 2010/11 | Lega Pro Prima Divisione   | 11     | nehráli       |
| 2011/12 | Lega Pro Prima Divisione   | 6      | 1. kolo       |
| 2012/13 | Lega Pro Prima Divisione   | 14     | 1. kolo       |
| 2013/14 | Lega Pro Prima Divisione   | 14     | nehráli       |
| 2014/15 | Serie C                    | 12     | nehráli       |
| 2015/16 | Eccellenza Puglia          | 4      | nehráli       |
| 2016/17 | Eccellenza Puglia          | 5      | nehráli       |
| 2017/18 | Eccellenza Puglia          | 12     | nehráli       |
| 2018/19 | Eccellenza Puglia          | -      | -             |